# Distretto di Jiali
Il distretto di Jiali (佳里區S, Jiālǐ QūP) è un distretto della città di Tainan, situata a Taiwan.